# Devonobius delta
Devonobius delta – wymarły gatunek wija z gromady pareczników. Jedyny z monotypowego rzędu Devonobiomorpha. Znany z ponad 30 okazów, pochodzących z dewonu środkowego i odkrytych w stanie Nowy Jork. Od innych pareczników wyróżnia się budową coxosternae szczękonóży. Był drapieżnikiem, zasiedlającym strefę tropikalną.

## Taksonomia
Gatunek ten został opisany w 1988 roku przez Williama M. Sheara i Patricię M. Bonamo na podstawie fragmentarycznych skamieniałości 31 okazów znalezionych w środkowodewońskich osadach w górach Catskill w pobliżu Gilboa w stanie Nowy Jork. Większość z nich obejmowała głowę i szczękonóża. Holotyp to kompletna głowa i 15-16 segmentów tułowia. Trzy paratypy obejmują kolejno: głowę z 11 pierścieniami czułków i szczękonóżami, szczękonóża, pogniecione egzuwium z odnóżami tylnymi. Autorzy umieścili nowy gatunek w monotypowych: rodzaju Devonobius, rodzinie Devonobiidae i rzędzie Devonobiomorpha. Przeprowadzili również analizę kladystyczną, na podstawie której zaliczyli nowy rząd do podgromady Pleurostigmophora jako grupę siostrzaną kladu Epimorpha (obejmuje skolopendrokształtne i zieminkokształtne). W obrębie Plurostigmophora zarówno Epimorpha jak i Devonobiomorpha umieszczane są w kladzie Phylactometria.

## Opis
Ciało prawdopodobnie długości poniżej 10 mm. Głowa w obrysie jajowata, nieco dłuższa niż szersza, pozbawiona oczu i narządów Tömösváry’ego, wyposażona w poprzeczny szew czołowy i czułki o ponad 14 pierścieniach. Na żuwaczkach ząbkowane wyrostki. Szczęki I i II pary o zlanych coxosternae danej pary. Cechą wyróżniającą cały rząd jest budowa coxosternae szczękonóży: przy grzbietowym stawie między częścią biodrową a pierwszym członem telopoditu nie są one podzielone na część grzbietową i brzuszną. Pośrodku coxosternae wyrastają długie wyrostki z 4-5 ząbkami. Telopodit szczękonóży złożony z czterech członów: trochanteroprefemur (zlane krętarz i przedudzie), uda, golenia i stopy zakończonej zębem. Złożony z ponad 16 segmentów tułów wykazuje heterotergię, tj. część tergitów jest krótsza (w tym przypadku co najmniej IX, XI i XIII), a część dłuższa. Na segmentach tułowia 10 i 13 obecne przetchlinki. Sterna tułowia zbliżone kształtem do kwadratu, ale w przednio-bocznych częściach wcięte i połączone stawowo z biodrami odnóży krocznych. Odnóża te złożone są z 8 członów: biodra, krętarza, przedudzia, uda, patellotibia (zlane rzepka i goleń) oraz składających się na stopę: basitarsus, distitarsus i posttarsus. Jedna z tylnych par odnóży (ostatnia lub przedostatnia) powiększona i wyposażona w przynajmniej jeden por koksalny na biodrze.

## Paleoekologia
Obszar, z którego pochodzą skamieniałości, stanowił w środkowym dewonie deltę rzeki Catskill. Prawdopodobnie panował tu klimat tropikalny z przemiennymi porami suchymi i deszczowymi. Niższą roślinność stanowiły gęste połacie widłaków Leclercqia complexa. Występowały tu też prawdopodobnie wyższe rośliny, nie dające jednak cienia. Nie jest jasne, czy pareczniki te bytowały na roślinach, w ściółce, czy też zostały tu zmyte wraz z wodą. Obecność przetchlinek świadczy o przystosowaniu do oddychania powietrzem atmosferycznym, jednak mógł on być przystosowany do czasowego zalania, jak niektóre współczesne zieminkokształtne żyjące w strefach pływów. Występowanie heterotergii sugeruje jednak, że był raczej biegaczem jak współczesne drewniakokształtne. Cechy budowy świadczą również o jego drapieżnictwie.